# Radiodiffusion-Télévision du Burkina
La Radiodiffusion-Télévision du Burkina (RTB) est la société publique de télévision et de radio du Burkina Faso.

## Histoire
La radio commence à diffuser le 25 octobre 1959 sous le nom de Radio Haute-Volta. En 1961, elle intègre son siège actuel à Ouagadougou. En 1962 est créée Volta-Vision, future Télévision nationale du Burkina (TNB), chaîne de télévision publique du Burkina Faso. Le démarrage effectif a lieu 5 août 1963. La Volta Vision est la toute première télévision publique d'Afrique francophone.[réf. souhaitée]
En 1999 la Radiodiffusion nationale du Burkina (RNB) et la Télévision nationale du Burkina (TNB) sont érigées en Établissement public de l'État (EPE) et regroupées sous la dénomination actuelle « Radiodiffusion-Télévision du Burkina ».
En février 2020, un émetteur radio installé à Batié permet de désenclaver la province de Noumbiel, qui peut désormais capter les ondes de la radio nationale RTB.

## Réseau
L'ensemble du réseau de la RTB comprend la télévision (5 stations), la radio (4 stations) et la direction de la radio rurale. Mais dans le but de rapprocher la RTB des populations, il est prévu la création de chaines régionales (RTB2) dans chacune des 13 régions du Burkina. Ainsi les régions du centre et des Hauts Bassins bénéficient déjà de chaines de télévision régionales. Quant à la région du Sud Ouest, elle devrait inaugurer sa station télévisuelle en 2014, puis suivront les autres régions du pays.

### Radiodiffusion

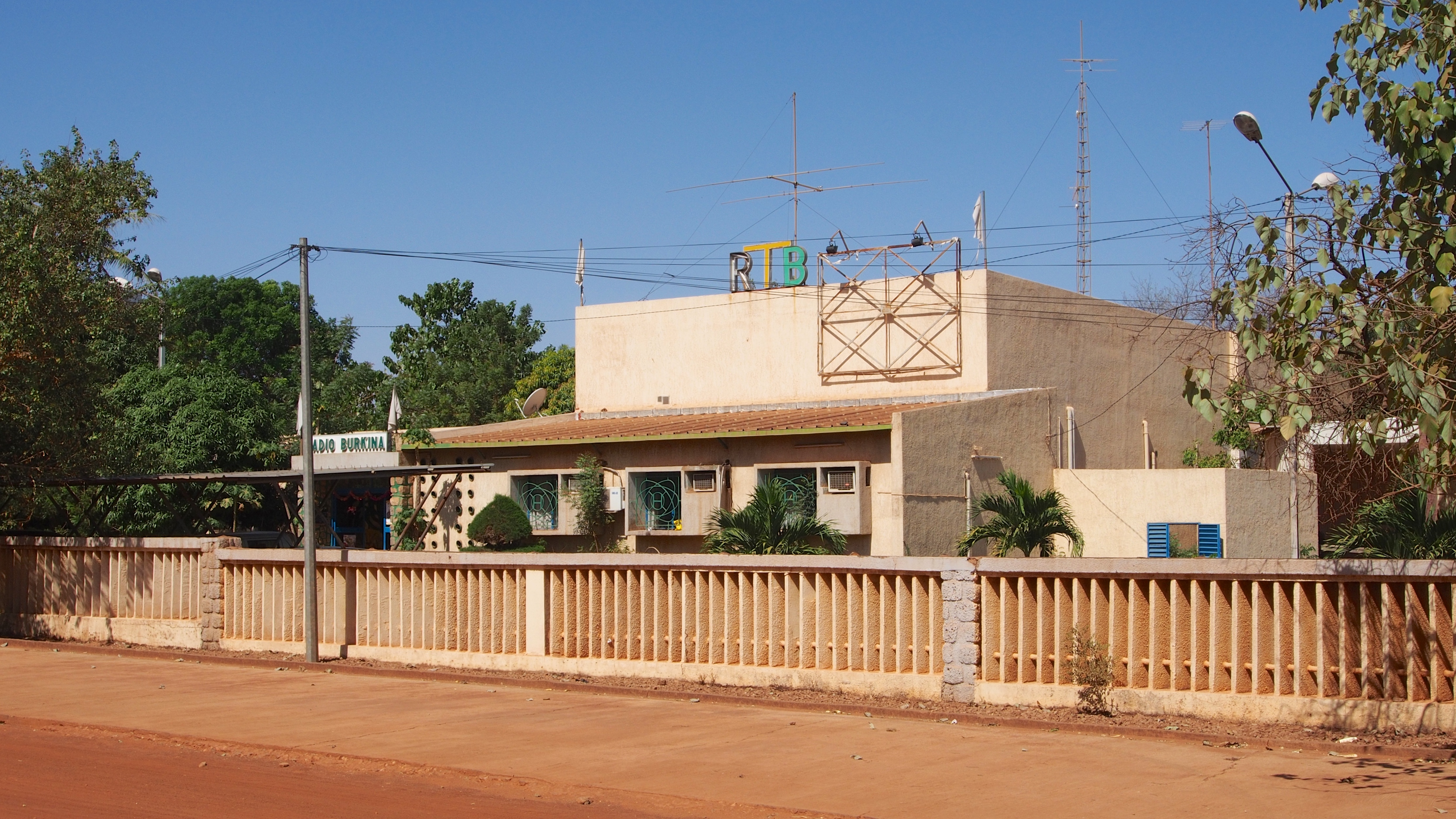
Siège et studios de la Radio Burkina à Ouagadougou

- Radio Burkina, Radio nationale officielle émettant en ondes courtes, ondes moyennes, modulation de fréquence (FM), satellite et streaming internet
- Radio Canal Arc-en-Ciel (CAC), station de divertissement et à vocation culturelle. Créée en 1991 pour faire face à la concurrence suscitée par l'apparition des radios commerciales privées, elle émet en modulation de fréquence (FM) 96,6 MHz à Ouagadougou
- Radio Bobo (régionale) et Radio Canal Arc-en-Ciel Plus (divertissement) émettant en modulation de fréquence (FM) à Bobo-Dioulasso, fréquence partagée
- Radio Gaoua (régionale) émettant dans la région de Gaoua en modulation de fréquence (FM)

### Télévision
- RTB Télé, Chaîne nationale (accessible en VHF, sur satellite et en streaming internet)
- RTB2 Hauts bassins, Chaîne régionale émettant depuis octobre 2010 dans la région de Bobo-dioulasso
- RTB2 Centre, Chaîne régionale émettant dans la région de Ouagadougou
- RTB2 Est, Chaîne régionale émettant depuis Fada N'Gourma, chef-lieu de la région de l'Est
- RTB2 Sud Ouest, Chaîne régionale émettant dans la région de Gaoua
- RTB2 Sahel, Chaîne régionale devant émettre dans la région de Dori
- RTB2 Centre-Nord, Chaîne régionale devant émettre dans la région de Kaya
- RTB2 Centre Est, Chaîne régionale devant émettre dans la région de Tenkodogo

Présentateurs
- Journal télévisé de 13H15
- Marguerite Doannio

- Journal télévisé de 20H
  - Fousséni Kindo
  - Peggy Ouedraogo

- Journal télévisé de 22H15 
  - Dramane Dadian
  - Ruth Ouattara

Depuis 2015
.Dramane Dadian
.Ruth B. Ouattara
Christine S. Coulibaly
Ismaël Diloma Sirima
Dramane Guéné
Moumouni Soubéiga
Oumou Cissé

Animateurs
- Ça se passé à la télé, Amed Ouédraogo Alias Big Ben
- Reemdogo, Siboné El Tafa
- Cocktail, Joseph Tapsoba dit Mascotte
- Des mots et des math, Flore Hien
- L'Apéro, Jacky El Pheno

### Radio rurale
La direction de la radio rurale est chargée de la production de contenu à destination du milieu rural et du suivi de stations locales communautaires (Diapaga, Djibasso, Gassan, Kongoussi, Orodara et Poura). 
La radio rurale interrompue en 2012 a rouvert son antenne le jeudi 20 avril 2017 pour le bien être des populations rurales. Elle est accessible sur 90.3 Mhz en FM.